# Хайнрих III (Свещена Римска империя)
Вижте пояснителната страница за други личности с името Хайнрих III.
Хайнрих III ’Черния’ (на немски: Heinrich III, * 28 октоври 1017; † 5 октомври 1056 в Бодфелд, Харц) е германски крал от 1039 до смъртта си през 1056 г., а от 1046 г. император на Свещената Римска империя от Салическата династия.
Още през 1028 г. в ранна възраст Хайнрих е провъзгласен за херцог на Бавария и Швабия от баща си император Конрад II:с. 62 – 3. Преходът в управлението след смъртта на баща му не е много гладък, но Хайнрих следва политиката на баща си. От една страна, той засилва контрола над двете херцогства, като ги дели на по-малки части и раздава земи срещу клетва за вярност на хора извън фамилията. Това облекчава набирането на армия, но залага основата на бъдещи недоразумения, тъй като расте броят на претендентите за местната власт. Така Хайнрих разделя Лотарингия на две части: Долна и Горна Лотарингия, които дава на двама братя. Големият брат, Готфрид Брадатия, става инициатор на размирици и през годините 1052 – 1055 в западната част на Германия създава мощна опозиционна група, застрашила абсолютната власт на императора. Все пак Хайнрих III излиза победител и неговото царуване води до развитие на империята. Така централизираният му сеньоритет над херцогствата укрепва, а Шпайерската катедрала остава задълго най-голямата църква в западното християнство.
През 1046 г. Хайнрих се отправя в коронационен поход към Рим, където има по това време двама папи. Единият, Григорий VI, го посреща в Пиаченца, но Хайнрих свиква събор, който да вземе решение за бъдещето на папите. Съборът обявява двамата за антипапи и на тяхно място е издигнат германски епископ, който става папа Климент II. Именно той извършва императорската коронация. Хайнрих играе основна роля и при посочването на следващите двама папи: Дамас II и Лъв IX. Така освобождава папството от зависимостта му от римските благородници, но това води също така и до проблема с инвеститурата, при който църковната власт се противопоставя на императорската. Ранната смърт на Хайнрих III се смята за катастрофа за империята.

## Произход и семейство
Хайнрих е син на Гизела Швабска (989 – 1043), дъщеря на херцог Херман II и Герберга Бургундска, и на Конрад Стари, бъдещият император Конрад II (упр. 1027 – 1039). Последният произхожда от Рейн-франкска салическа благородническа фамилия, която притежава и правата на наследствен граф в района около Вормс и Шпайер. Майката на Хайнрих Гизела е овдовявала вече два пъти, а нейният баща Херман Швабски е преминал през безуспешна кандидатура за император през 1002 г. Чрез нея салическата фамилия получава властта над Бургундия.
Раждането на Хайнрих съвпада с трудна ситуация за семейството, след като само два месеца по-рано са били въвлечени в кървава междуособица, а отношенията на им с император Хайнрих II са обтегнати, тъй като императорът не одобрява брака на Конрад и Гизела. Херцогското достойнство на Конрад е застрашено.

### Укрепване и осигуряване на приемственост на династията
Смъртта на Хайнрих II, последният мъжки представител на Саксонската династия преобръща съдбата на салическата фамилия. През 1024 г. Конрад Стари печели преимущество в един продължителен процес на избор на владетел поради чертите на характера си virtus probitas (ефективност и неподкупност). Конрад бърза да основе династия като систематично налага сина си Хайнрих като свой наследник, като го посочва за херцог на Бавария и Швабия, а скоро след това и за крал на Германия. Възпитатели и съветници на имперския престолонаследник стават Бруно, епископ на Аугсбург, а по-късно и епископ Егилберт.

## Управление

### Крал на Германия
Хайнрих е посочен за крал на Германия от баща си още през 1028 г. и бързо се доказва като такъв именно пред императора. Когато през 1035 г. Конрад наказателно отнема фиефите на Адалберт фон Кернтен, херцог на Каринтия, с това създава правен казус, противопоставящ го на собствения му син и васал, какъвто като крал на германците е Хайнрих. Тъй като Адалберт е директен васал само на крал Хайнрих, то само последния има право да го обезвластява и този акт на Конрад настройва срещу императорския трон останалите директни германски васали. Под натиска на съветника си Егилберт Хайнрих защитава васалната клетва на Адалберт Каринтски, като това създава напрежение между баща и син и застрашава имперския сюзеренитет над Германия. Конрад II е принуден да измоли съгласието на сина си и едва тогава Хайнрих се съгласява да низвергне иначе непокорния Адалберт.
През 1036 г. в Неймеген Хайнрих се жени за Гунхилда Датска, дъщеря на Кнут Велики, крал на Дания, Англия и Норвегия. От този брак през 1037 г. се ражда само едно дете – Беатриса (бъдеща абатеса на Кведлинбург), тъй като Гунхилда умира през 1038 г. През следващата година умира и старият император Конрад II, което дава на Хайнрих официалния статут на явен бъдещ император. Като такъв Хайнрих поема на обиколка в имперските владения, за да получи признание от васалите си – посещава Лотарингия, Тюрингия, Саксония, Нидерландия. Остава в Гослар по-дълго, като започва усилено строителство и развива този град, който в крайна сметка изживява най-силния си период по времето на Хайнрих III. При посещението на бъдещия император в Улм е свикано Имперско събрание, на което Хайнрих получава първо признание на владетелското си достойнство и от Италия. По-късно в Ингелхайм той получава признание на властта си и от Бургундия, а след смъртта на неговия братовчед, управлявал Каринтия, Хайнрих наследява и това херцогство. Той вече е крал на три кралства и херцог на три херцогства.

### Конфликти с Бохемия и Унгария
Първата военна кампания на Хайнрих III го сблъсква с бохемско-унгарския съюз на Бретислав I и Петер Унгарски през 1040 г. Германският поход на изток обаче е отблъснат и Хайнрих е принуден да приеме поражението си. За кратко, защото Петер Унгарски е свален от власт още преди края на годината от Шамуел Аба, което води до разпад на съюза с Бохемия. Петер получава убежище именно в двора на врага си Хайнрих, а още през август 1041 г. останалият сам Бретислав е принуден да се подчини на бъдещия император.
През 1042 г. последва военна кампания срещу Унгария, която сваля от власт Шамуел I и трайно премахва заплахите по източните граници. Хайнрих се жени повторно, за съпруга е избрана Агнес Поатиенска, дъщеря на аквитанския херцог. Счита се, че този брак стабилизира отношенията на Хайнрих с европейския запад и по-конкретно с Франция.
На 5 юли 1045 г. се състои Битката при Менфе, в която Шамуел Аба загива и Хайнрих III възстановява Петер на престола на Унгария под короната на Свещената Римска империя.

### Коронация и реформи. Неподчинението на Лотарингия
През 1046 г. Хайнрих временно потиска сепаративните стремления и бунтове в Лотарингия, Холандия и Бургундия в една война (1046 – 1056), която в крайна сметка ще се проточи до края на неговото царуване. Периодът е интересен и с други събития с негово участие, а именно собственоръчното му назначаване на епископи, както и тяхното развенчаване. Хайнрих си позволява дори да съди епископи, както се случва с италианския клирик Видгер, архиепископ на Равена. С това той поставя под съмнение папските правомощия и създава предпоставките за спора за инвеститурата.
Активната му намеса в църковния живот го води през 1046 г. в Рим, където бушува борба за папския престол между благородническите фамилии Тускулани и Кресченти. Кандидатите на тези родове се сменят на престола след понтификат от само месец, както става с Джовани Кресченти, или сядат на него на три пъти (Теофилакт ди Тускуло). Слабостта на папската институция компрометира универсалността на католицизма и трети кандидат – симоникът Григорий VI – се опитва да предложи опит за реформа. Силният германски крал Хайнрих свиква синод и като истински наследник на Карл Велики постановява, че нито един от кандидатите не е достоен за наместник на Свети Петър и поставя на папския престол един от своите църковни прелати. Така Свитгер фон Морслибен, архиепископ на Бамберг става папа Климент II и на Коледа 1046 г. коронясва Хайнрих като император на Свещената Римска империя.
Хайнрих III продължава активната си инвеститура с назначения на водещи духовници в Равена, Пиаченца, Страсбург, Вердюн, Констанц, Мец, Трир, като през този период избухва и едно от най-сериозните неподчинения срещу него. Сепаративно настроените Дирк Холандски, Балдуин V Фландърски и Готфрид Лотарингски въстават, опожаряват Вердюн и разграбват Наймеген. Победата им над имперските войски при Флушинг води до обсада на Лиеж. Хайнрих III не успява да се справи с неподчинението чак до 1049 г., защото вниманието му е задържано в Рим, където починалият Климент II е заместен от германеца Попо фон Бриксен, а след година той е последван от Бруно фон Егисхайм-Дагсбург. Едва след това Хайнрих III се обръща към разбунтувалите се – Дирк е убит в битка, а Балдуин и Готфрид са отлъчени от църквата от новоизбрания папа, който по-късно ще участва и в Разделянето на църквата. Попаднали в изолация, отрязани откъм Северно море от Едуард Изповедника и Свен Датски (съюзници на Хайнрих III) непокорните Балдуин и Готфрид са заловени и затворени.

### Наследство и ранна смърт
През периода до 1055 г.(когато посочва Гехарт фон Кал за четвъртия германски папа) Хайнрих III почти не променя политиката си. Императорът назначава прелати, воюва с бунтовници и италонормани и обявява сина си Хайнрих за херцог на Бавария и крал на Германия. Един от последните му държавни актове включва среща и преговори с Анри I в стремеж да парира френските апетити към размирната Лотарингия. В поход срещу славянско въстание на североизток Хайнрих III се разболява и в крайна сметка умира в ловния си дворец Бодфелд в Саксония, още ненавършил 40.
След смъртта на Хайнрих III съпругата му Агнес Поатиенска поема регентството за малолетния, вече коронован за крал Хайнрих IV.
- Катедралният храм в Шпайер, където почива сърцето на Хайнрих III
- Саркофагът на Хайнрих III в дворцовия параклис на Кайзерпфалц, Гослар

## Деца
От първия брак от 1036 г. с Гунхилда Датска (* ок. 1019, † 18 юли 1038 г.), дъщеря на Кнут Велики, крал на Англия, Дания и Норвегия, и втората му съпруга Ема Норманска:
- Беатриса (* края на 1037, † 13 юли 1061), от 1043 г. абатеса в абатство Гандерсхайм и от 1044 г. абатиса в абатство Кведлинбург.

От втория брак от 1043 г. с Агнес Поатиенска (* 1025, † 14 декември 1077), дъщеря на херцог Вилхелм V от Аквитания и Поатие и неговата първа съпруга Агнес Бургундска:Heinrich III, Holy Roman Emperor, Duke of Bavaria & Swabia, King of Germany & Burgundy, our-royal-titled-noble-and-commoner-ancestors.com
- Аделхайд II (1045 – 1096), абатеса на Гандерсхайм и Кведлинбург
- Гизела (1047 – 1053)
- Матилда (1048 – 1060), омъжена 1059 за Рудолф, херцог на Швабия, 1077 немски гегенкрал
- Хайнрих IV (1050 – 1106), от 1056 крал, 1084 – 1106 император на Свещената Римска империя
- Конрад (1052 – 1055), херцог на Бавария
- Юдит (1054 – 1092/1096), омъжена първо за Шаламон († 1087), крал на Унгария (Арпади) (от 1063), след това от 1089 за Владислав I Херман, († 1102) херцог на Полша.